# Ulrich von Wrochem

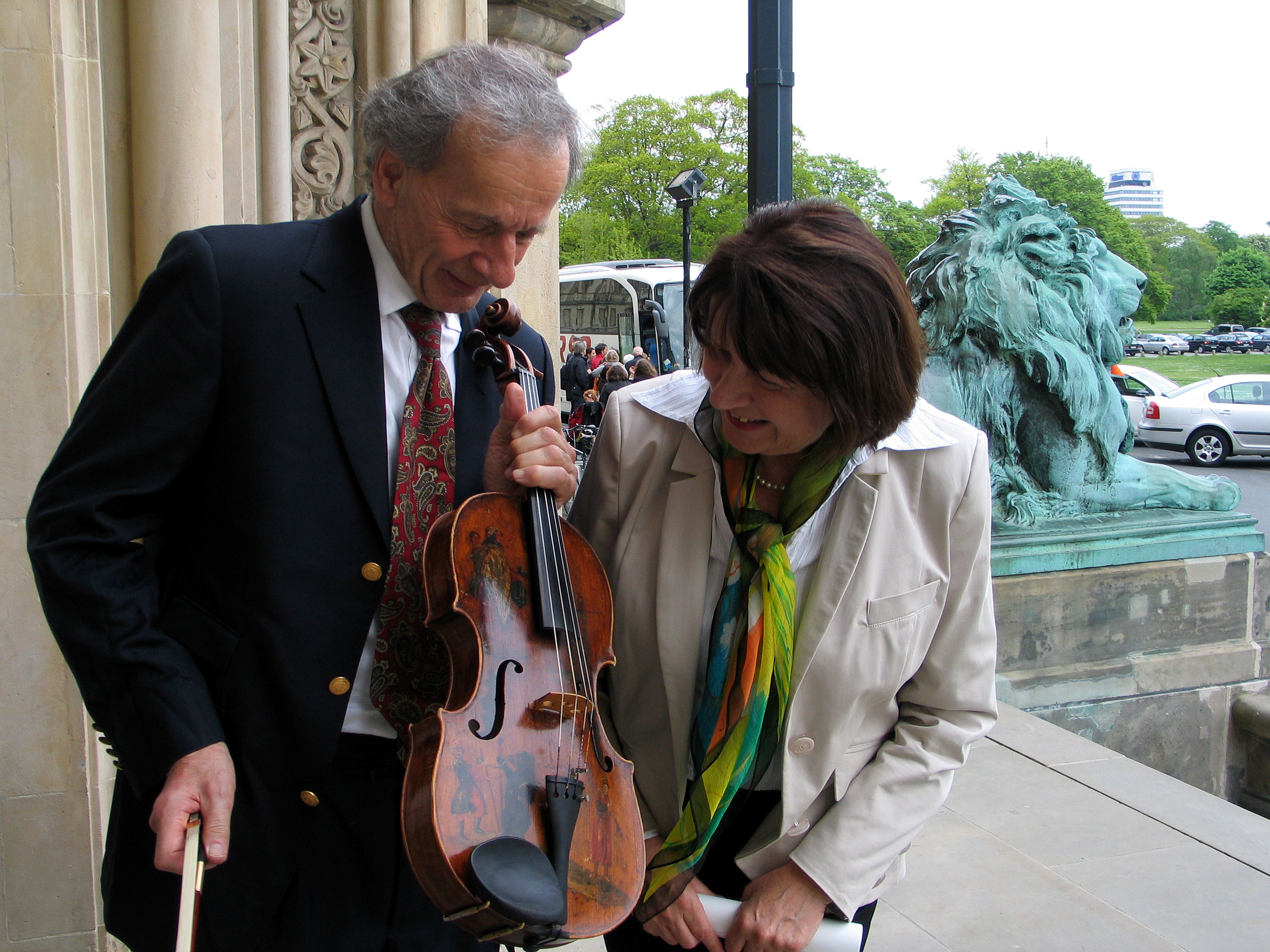
Ulrich von Wrochem erläutert Professor Elfriede Billmann-Mahecha, Vizepräsidentin der Leibniz Universität Hannover, seine 300 Jahre alte Viola aus dem Hause Alemannische Geigenbauschule (auch: Alemannische Schule)

Ulrich von Wrochem (* 13. September 1944 in Dippoldiswalde) ist ein deutscher Bratschist.

## Leben
Ulrich von Wrochem studierte bei Heinz Kirchner, Helmut Heller und George Neikrug in Berlin und Detmold.
Sein Bruder Johann Gottlob von Wrochem war sein Kammermusikpartner. Seine Enkel Henrik und Frederik von Wrochem sind Bundespreisträger von Jugend musiziert. Gemeinsam musizieren sie auf Bühnen.
Ulrich von Wrochem lebt in Frankleben und früher in Hannover.

## Wirken
Seine Laufbahn führte ihn seit 1966 bis in die Position des Solobratschisten bei der Berliner Oper, dem Bayerischen Rundfunk und der Mailänder Scala. Seit einigen Jahren ist er freiberuflich tätig und gibt Meisterkurse in Deutschland, Österreich, Russland, Ägypten, Syrien, Brasilien, China, dem Iran, Korea und den USA.
Seine Kammermusikpartner am Klavier waren außer Wolfram Lorenzen sein Bruder Johann Gottlob von Wrochem, Jörg Demus, Alfons Kontarsky und Bruno Canino. Mit Jessye Norman nahm er die „Bratschenlieder“, op. 91, von Brahms auf. Viele Komponisten, u. a. Isang Yun und R. Kelterborn, widmeten ihm ihre Werke. Als Herausgeber war er für den Bärenreiter-, Wollenweber- und Schott-Verlag tätig. Auch in der Barockmusik machte er sich einen Namen mit Programmen für Viola d’amore und Viola pomposa.

## Wirken zu besonderen Anlässen (Auswahl)
Im Jahr 1999 veranstaltete er ein Konzert zum Jahrestag des sogenannten Kommandobefehls Hitlers in der Hauptkirche St. Jacobi mit und trat als Solist.
Im Jahr 2020 spielte von Wrochem zum 170-jährigen Jubiläum der Einweihung der Synagoge in Eisleben.
Im Jahr 2022 leitete er das Gedenkwochenende zur Schlacht bei Lützen vor 390 Jahren in der Meuchener Kirche ein.
Im Jahr 2023 spielte er in der Jakobuskirche Tübingen u. a. Svitlana Azarovas I fell into the Sky als Zeichen der Solidarität mit der Ukraine.
Bei einer vom Vatikan organisierten Gedenkveranstaltung und Konferenz zur Erinnerung an zwei große Bootsunglücke vor der Insel Lampedusa im Oktober 2013 trat er ebenfalls 2023 in Sizilien auf.
Um an das Wirken jüdischer Mitbürger und an das Novemberpogrom von 1938 zu erinnern, spielte er ebenfalls 2023 in einer Veranstaltungsreihe der Kreisstadt Seelow Werke jüdischer Komponisten, u. a. von Samuel Adler.